# Growing (アルバム)
『Growing』（グロウイング）は、1998年6月10日にソニー・ミュージックレコーズから発売された知念里奈1枚目のオリジナル・アルバム。

## 解説
歌手デビューから約1年8ヵ月を経て発売されたファースト・アルバム。MD同時発売。初回生産盤のCDは三方背BOXでピクチャー・レーベル仕様。MDは特製MDスリーブ・ケース仕様。「DO-DO FOR ME」「precious・delicious」「PRIDE + JOY」はミックスが変更されている。

## 収録曲
作詞：森浩美／作曲・編曲：葉山拓亮（特記以外）
1. Road
2. Hard Rain
3. Wing
  - 5thシングル。
  - 資生堂「ティセラ フローズンブルー」CMソング。
4. PINCH 〜Love Me Deeper〜
  - 作詞：朝水彼方　作曲：Joey Carbone, Mike Egizi　編曲：松井寛
  - 3rdシングル。
  - サンクス「サンクス2000店記念キャンペーン」CMソング、テレビ東京系「こどものおもちゃ」エンディングテーマ。
5. DO-DO FOR ME [U.K. Mix]
  - 作詞：前田たかひろ　作曲・編曲：久保こーじ
  - Remixed by Dave Ford
  - デビューシングル。
  - 日本テレビ系「アムロ今田きっとNo.1」エンディングテーマ。
6. Home 〜なつかしい窓〜
  - ミュージック・ビデオが2種類制作。1stビデオ・クリップ集『Plain VIDEO CLIPS』に収録（マルチアングルはDVDのみ対応）。
7. precious・delicious [Solid Mix]
  - 作詞：前田たかひろ　作曲・編曲：久保こーじ
  - 2ndシングル。
  - ハウス食品「フルーツインゼリー」CMソング。
8. Lovers 〜純愛〜
9. Break out Emotion
  - 作詞：飯塚麻純　作曲・編曲：上野圭市
  - 4thシングル。
  - TBS系「ランク王国」オープニングテーマ
  - ブルボン「ひとくちサイズプチ」CFイメージソング。
10. PRIDE + JOY [High Potential Mix]
  - 作詞：及川眠子　作曲：Joey Carbone, Jeff Carruthers　編曲：松井寛
  - Remixed by Tohru Takahashi
  - 3rdシングルのカップリング曲。
11. Lost Word
12. Moonlight 〜満ちてく気持ち〜